# Challenger de Tampere 2015
El torneo Tampere Open 2015 es un torneo profesional de tenis. Pertenece al ATP Challenger Series 2015. Se disputará su 34.ª edición sobre superficie tierra batida, en Tampere, Finlandia entre el 20 al el 26 de julio de 2015.

## Jugadores participantes del cuadro de individuales
| Favorito | País                 | Jugador          | Rank1 | Posición en el torneo    |
| -------- | -------------------- | ---------------- | ----- | ------------------------ |
| 1        | Bandera de Finlandia | Jarkko Nieminen  | 91    | Semifinales              |
| 2        | Bandera de Francia   | Lucas Pouille    | 94    | Baja                     |
| 3        | Bandera de Austria   | Jurgen Melzer    | 129   | Primera ronda            |
| 4        | Bandera de Brasil    | Andre Ghem       | 131   | FINAL                    |
| 5        | Bandera de Estonia   | Jurgen Zopp      | 153   | Cuartos de fina          |
| 6        | Bandera de Bélgica   | Germain Gigounon | 191   | Primera ronda            |
| 7        | Bandera de Francia   | Calvin Hemery    | 211   | Segunda ronda            |
| 8        | Bandera de Alemania  | Andreas Beck     | 218   | Cuartos de final, retiro |
| 9        | Bandera de Portugal  | Rui Machado      | 220   | Primera ronda            |

- 1 Se ha tomado en cuenta el ranking del 13 de julio de 2015.

### Otros participantes
Los siguientes jugadores recibieron una invitación (wild card), por lo tanto ingresan directamente al cuadro principal (WC):
- Micke Kontinen
- Patrik Niklas-Salminen
- Henrik Sillanpaa
- Vladimir Ivanov

Los siguientes jugadores ingresan al cuadro principal tras disputar el cuadro clasificatorio (Q):
- Axel Michon
- Alexander Vasilenko
- Anton Pavlov
- Harri Heliovaara

## Campeones

### Individual Masculino
- Tristan Lamasine derrotó en la final a  Andre Ghem, 6–3, 6–2

### Dobles Masculino
- Andre Ghem /  Tristan Lamasine derrotaron en la final a  Harri Heliovaara /  Patrik Niklas-Salminen, 7–6(7–5), 7–6(7–4)